# 1910 au Yukon
Chronologie du Yukon
- 1906
- 1907
- 1908
- 1909
- 1910
- 1911
- 1912
- 1913
- 1914

Cette page concerne des événements d'actualité qui se sont produits durant l'année 1910 dans le territoire canadien du Yukon.

## Politique
- Commissaire : Alexander Henderson
- Commissaire de l'or : F.X. Gosselin (en)
- Législature : 1re

## Événements
- Ouverture du chemin de fer de Carcross (en).